# Campeonato Uruguaio de Futebol de 1982
O Campeonato Uruguaio de Futebol de 1982 foi a 51ª edição da era profissional do Campeonato Uruguaio. O torneio consistiu em uma competição com dois turnos, no sistema de todos contra todos. O campeão foi o Peñarol.

## Classificação
| Pos | Equipe               | Pts | J  | V  | E  | D  | GP | GC | SG  |
| --- | -------------------- | --- | -- | -- | -- | -- | -- | -- | --- |
| 1º  | Peñarol              | 39  | 26 | 15 | 9  | 2  | 47 | 22 | 25  |
| 2º  | Nacional             | 34  | 26 | 14 | 6  | 6  | 44 | 24 | 20  |
| 3º  | Defensor             | 34  | 26 | 13 | 8  | 5  | 49 | 35 | 14  |
| 4º  | Bella Vista          | 29  | 26 | 9  | 11 | 6  | 35 | 26 | 9   |
| 5º  | Montevideo Wanderers | 28  | 26 | 8  | 12 | 6  | 31 | 30 | 1   |
| 6º  | Sud América          | 27  | 26 | 9  | 9  | 8  | 29 | 29 | 0   |
| 7º  | Danubio              | 26  | 26 | 7  | 12 | 7  | 31 | 29 | 2   |
| 8º  | Progreso             | 24  | 26 | 9  | 6  | 11 | 27 | 29 | -2  |
| 9º  | Rampla Juniors       | 24  | 26 | 8  | 8  | 10 | 35 | 43 | -8  |
| 10º | Cerro                | 22  | 26 | 6  | 10 | 10 | 25 | 31 | -6  |
| 11º | Liverpool            | 22  | 26 | 7  | 8  | 11 | 16 | 24 | -8  |
| 12º | Miramar Misiones     | 20  | 26 | 6  | 8  | 12 | 29 | 40 | -11 |
| 13º | River Plate          | 19  | 26 | 6  | 7  | 13 | 35 | 52 | -17 |
| 14º | Huracán Buceo        | 16  | 26 | 5  | 6  | 15 | 21 | 40 | -19 |

|  | Campeão uruguaio e classificado à Libertadores de 1983.           |
|  | Classificados à Liguilla Pré-Libertadores.                        |
|  | Disputa o acesso e descenso com Fénix, El Tanque Sisley e Racing. |

## Disputa pelo acesso e descenso
| Pos | Equipe           | Pts | J | V | E | D | GP | GC | SG |
| --- | ---------------- | --- | - | - | - | - | -- | -- | -- |
| 1º  | Fénix            | 7   | 6 | 3 | 1 | 2 | 8  | 6  | 2  |
| 2º  | Liverpool        | 7   | 6 | 2 | 3 | 1 | 6  | 5  | 1  |
| 3º  | El Tanque Sisley | 6   | 6 | 2 | 2 | 2 | 6  | 3  | 3  |
| 4º  | Racing           | 4   | 6 | 1 | 2 | 3 | 4  | 8  | -4 |

|  | Disputam o playoff pelo acesso e descenso. |

### Playoffpelo acesso e descenso>
| {{{data}}} | Liverpool | 2 – 0  | Fénix |  |
|            |           | data = |       |  |

Apesar da vitória, o Liverpool foi rebaixado à Segunda Divisão e nenhum clube ascendeu para a Primeira Divisão.

## Liguilla Pré-Libertadores da América
A Liguilla Pré-Libertadores da América de 1982 foi a 9ª edição da história da Liguilla Pré-Libertadores, competição disputada entre as temporadas de 1974 e 2008–09, a fim de definir quais seriam os clubes representantes do futebol uruguaio nas competições da CONMEBOL. O torneio de 1982 consistiu em uma competição com um turno, no sistema de todos contra todos. O vencedor foi o Nacional, que obteve seu 1º título da Liguilla.

### Classificação da Liguilla
| Pos | Equipe               | Pts | J | V | E | D | GP | GC | SG |
| --- | -------------------- | --- | - | - | - | - | -- | -- | -- |
| 1º  | Nacional             | 8   | 5 | 4 | 0 | 1 | 7  | 2  | 5  |
| 2º  | Montevideo Wanderers | 6   | 5 | 2 | 2 | 1 | 8  | 5  | 3  |
| 3º  | Bella Vista          | 5   | 5 | 1 | 3 | 1 | 5  | 4  | 1  |
| 4º  | Defensor             | 4   | 5 | 1 | 2 | 2 | 3  | 5  | -2 |
| 5º  | Sud América          | 4   | 5 | 1 | 2 | 2 | 6  | 9  | -3 |
| 6º  | Danubio              | 3   | 5 | 1 | 1 | 3 | 1  | 5  | -4 |

|  | Campeão da Liguilla e classificado à Libertadores de 1983. |
|  | Disputam o playoff pela 2ª vaga à Libertadores de 1983.    |

### Playoffpela 2ª vaga à Libertadores de 1983>
| {{{data}}} | Montevideo Wanderers | 1 – 1  | Defensor |  |
|            |                      | data = |          |  |

|  |     | Penalidades |
|  | 4–1 |             |

## Premiação
| Campeonato Uruguaio de 1982  |
| ---------------------------- |
| Peñarol Campeão (38º título) |